# Brough Lodge

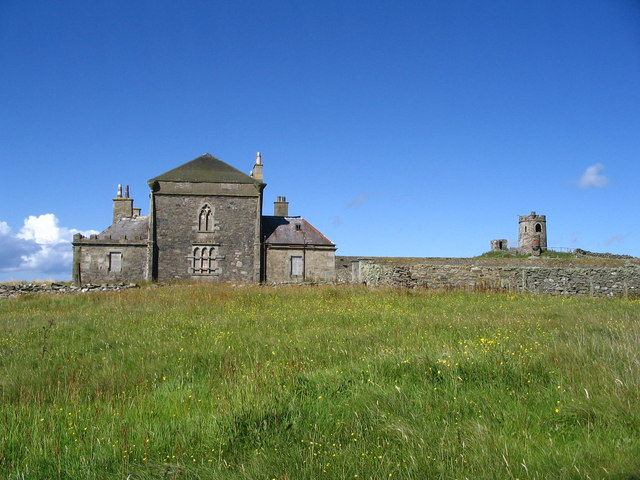
Brough Lodge

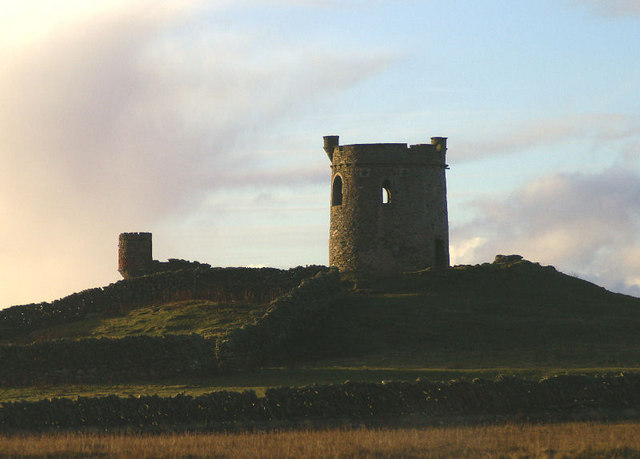
Folly von Brough Lodge

Brough Lodge ist ein ehemaliges Herrenhaus auf der schottischen Shetlandinsel Fetlar. 1998 wurde das Anwesen in die schottischen Denkmallisten zunächst in der Kategorie B aufgenommen. 2007 erfolgte dann die Hochstufung in die höchste Kategorie A. 2003 wurden die Außenanlagen in das Inventory of Gardens and Designed Landscapes in Scotland aufgenommen.

## Geschichte
Im Jahre 1805 gelangte Arthur Nicolson, 8. Baronet als Teilkompensation für die Schulden des 1803 verstorbenen Andrew Bruce in den Besitz der Insel Fetlar. Nicolson bewohnte zunächst den rund zwei Kilometer entfernten Haa of Urie. Im Dezember 1818 erreichten die ersten für die Brough Lodge bestimmten Baumaterialien die Shetlandinseln und das Gebäude wurde schließlich 1825 fertiggestellt. Möglicherweise war es bereits davor Standort eines Haas. Ungewöhnlich für ein Herrenhaus auf einer kleinen Insel sind heute nur wenige Überlieferungen aus der Bauzeit und der weiteren Geschichte erhalten. In den Jahrzehnten nach Fertigstellung wurde die umliegende Gartenlandschaft geprägt. Um 1840 entstand ein Folly am Ort eines eisenzeitlichen Brochs. Brough Lodge wurde über Generationen innerhalb der Familie vererbt. Trotzdem stand es über längere Zeiträume leer, sodass es sich 1891 beim Einzug von Arthur Nicolson, 10. Baronet in schlechtem Zustand befand. In den 1970er Jahren verließ die letzte Bewohnerin Brough Lodge und verstarb schließlich 1988. Rund zwanzig Jahre später überschrieb die Erbin das Anwesen einer lokalen Gruppe, die sich um dessen Instandsetzung bemüht.

## Beschreibung
Brough Lodge liegt nahe der Westküste Fetlars gegenüber der Nachbarinsel Hascosay an einer der beiden befestigten Straßen der Insel. Architektonisch entspricht die Brough Lodge nicht dem Stil der Shetlandinseln. Wahrscheinlich übernahm Arthur Nicolson Inspirationen aus seiner mehrjährigen Reise durch Zentral- und Südeuropa und ließ sie in das Gebäude einfließen. So vereint sich in Brough Lodge der neogotische Stil mit Elementen der maurischen Architektur. Das Mauerwerk besteht aus poliertem Sandstein und ist teilweise mit Harl verputzt. Das zweistöckige Hauptgebäude ist beidseitig von einstöckigen Flügeln flankiert. Anhand einer Fotografie aus der ersten Hälfte des 20. Jahrhunderts kann nachvollzogen werden, dass das Gebäude einst beidseitig mit Erkertürmchen versehen war, was den burgartigen Charakter verstärkte. Der Folly befindet sich jenseits des Gebäudes und wurde früher als Observatorium genutzt.